# Zbor Cigana
Zbor Cigana (tal. Coro di Zingari) je zbor iz 1. scene 2. čina Verdijeve opere Trubadur iz 1853. godine, na talijanski libreto Salvadorea Cammarana i Leonea Bardarea. Zbor Cigana je uz Zbor Židova najpoznatiji Verdijev zbor te jedna od najpoznatijih svjetskih skladbi.

## Sadržaj
Trubadur (Il Trovatore) je opera Giuseppea Verdija u 4 čina (8 slika). Prema drami El trovador španjolskog dramatičara Antonija Gutiérreza iz 1836. godine, talijanski libreto napisao je većim dijelom Salvadore Cammarano (prije smrti u srpnju 1852. godine) i dovršio Leone Bardare. Premijera opere održana je 19. siječnja 1853. godine u Rimu.
Radnja ove tragične opere odvija se u španjolskim pokrajinama Biskaji i Aragoniji u 15. stoljeću. Zaplet je baziran na suparništvu grofa od Lune i pobunjenika Manrica (koji ne znaju da su braća) za dobivanje naklonosti plemkinje Leonore.
Zbor Cigana (Coro di Zingari) je zbor iz 1. scene 2. čina. U ranu zoru u kovačnici Cigani počinju svoj rad i pjevaju, opisujući kako vino i Cigančice daju snagu i svjetlost teškom radu.
Nakon također čuvene Azucenine arije Stride la vampa i scene s Manricom, ponavlja se refren zbora i jenja kad Cigani odlaze sa svojim proizvodima.

## Tekst
Naveden je uglazbljeni tekst iz partiture (po kome možete pratiti priloženi zvučni zapis).
| talijanski tekst | slobodan prijevod |
| [TB] Vedi! Le fosche notturne spoglie de' cieli sveste l'immensa volta: sembra una vedova che alfin si toglie i bruni panni ond'era involta. All'opra! all'opra! [T] Dàgli! [B] Martella! | Vidi! Kako noćne sjene odjednom nestaju s beskrajnog neba: kao udova koja napokon skida crninu kojom je bila umotana. Na posao! na posao! Dajte! Čekiće! |
| [TB] Chi del gitano i giorni abbella? [STB] Chi del gitano i giorni abbella, chi? chi i giorni abbella? [TB] Chi del gitano i giorni abbella? [STB] La zingarella!                        | Tko Ciganinu uljepšava dane? Tko Ciganinu uljepšava dane, tko? tko uljepšava dane? Tko Ciganinu uljepšava dane? Cigančica!                               |
| [TB] Versami un tratto; lena e coraggio il corpo e l'anima traggon dal bere. | Naspite mi; snagu i hrabrost tijelo i duša dobivaju od pića.                                                                                             |
| [STB] Oh guarda, guarda! del sole un raggio brilla più vivido nel tuo bicchiere! [TB] All'opra! all'opra!                                                                                 | O, gle, gle! sunčeva zraka sjaji jače u tvojoj čaši! Na posao! na posao!                                                                                 |
| Chi del gitano i giorni abbella? [STB] Chi del gitano i giorni abbella, chi? chi i giorni abbella? [TB] Chi del gitano i giorni abbella [STB] La zingarella.                              | Tko Ciganinu uljepšava dane? Tko Ciganinu uljepšava dane, tko? tko uljepšava dane? Tko Ciganinu uljepšava dane? Cigančica!                               |
| [Glasovi: S – sopran, T – tenor, B – bas] | |

## O glazbi
Orkestracija: mješoviti zbor, fluta i pikolo, 2 oboe, 2 klarineta, 2 fagota, 4 horne, 2 trube, 4 trombona, timpani, udaraljke, gudači
Tonalitet: D-dur
Skladba je u tempu allegro (138 d/min) u 4/4 taktu. Na početku skladbe je duži orkestarski uvod, a zbor nastupa od 18. takta.
Trajanje zbora je do 3 minute.

## Napomene
1. 1 2  U partituri drugog čina je navedeno "No 4. Coro di Zingari e Canzone". U nekom naslovima i u tekstu zbora javlja se oblik gitano, talijanski naziv za Ciganina iz Španjolske. Inače su općeniti talijanski nazivi zingaro (Ciganin) i zingara (Ciganka), odnosno deminutiv zingarella (Cigančica).
2. 1 2  U partituri je refren u finalu zbora i na odlasku Cigana Chi del gitano i giorni abbella?, a u libretu u finalu zbora oblik je Quale a noi / voi splende propizia stella? (Koja nama/vama sjaji blistava zvijezda?).
3. ↑  Izvorno se u libretu javlja dvostruki oblik, zavisno pjevaju li Cigani ili Ciganke: mio / tuo. U partituri se javlja oblik tuo.